# Cyberjack - Sfida finale
Cyberjack - Sfida finale (Cybercity) è un film di produzione canadese-statunitense-giapponese del 1995 diretto da Robert Lee.

## Trama
Nel prossimo futuro Nassim, un leader terrorista Nassim assalta la sede centrale di una società di computer per ottenere un virus informatico mortale che potrebbe portagli il dominio del mondo. L'inserviente e ex agente di polizia Nick James nonché vecchia conoscenza di Nassim ha capito tutto e cerca di salvare la situazione.